# Mana Island
Mana Island (engelska: Perry Island) är en ö i Fiji.   Den ligger i divisionen Västra divisionen, i den västra delen av landet, 150 km väster om huvudstaden Suva. Arean är 1,3 kvadratkilometer.
Terrängen på Mana Island är mycket platt. Öns högsta punkt är 46 meter över havet. Den sträcker sig 1,5 kilometer i nord-sydlig riktning, och 2,6 kilometer i öst-västlig riktning.